# Renoise

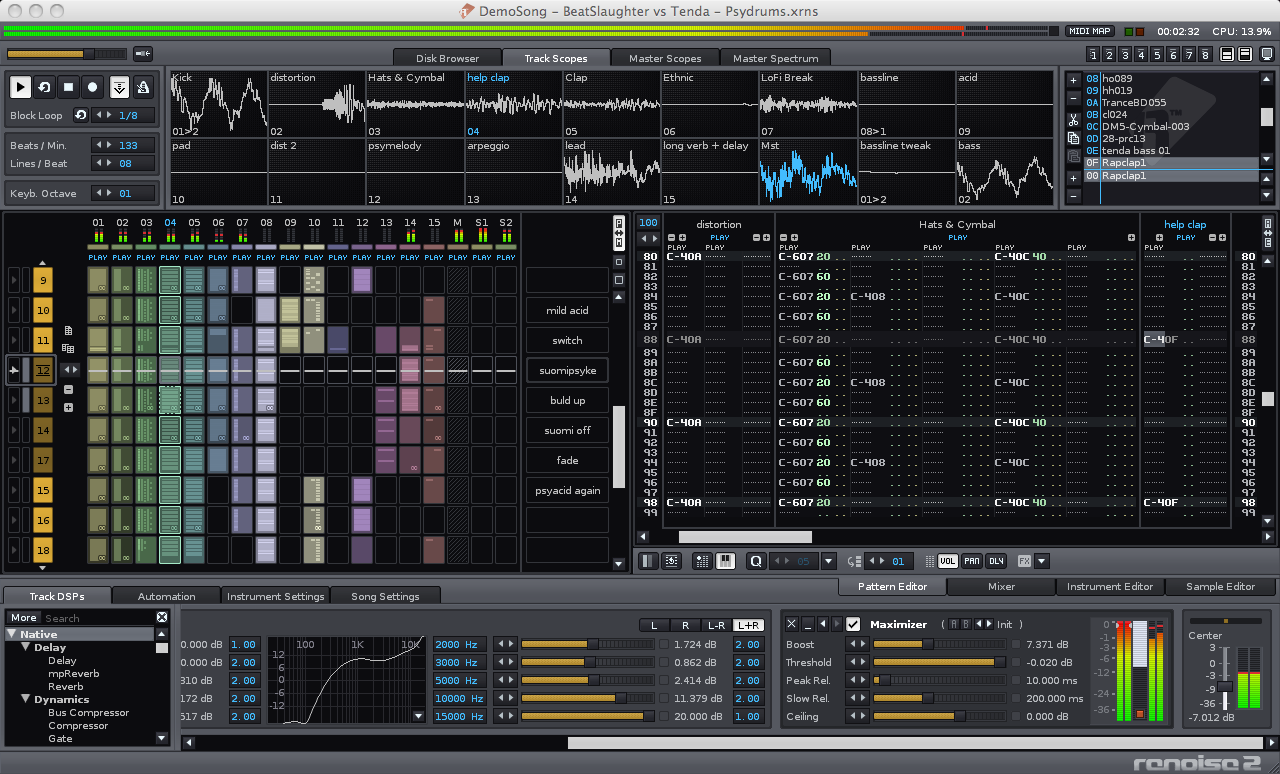
Renoise

Renoise är en tracker som skapats ur NoiseTrekker. Programmet kan köras under Windows, Mac OS och Linux. Renoise har många moderna funktioner som ASIO, inbyggd sampler med sampleeditor och stöd för VST 2.0-pluginner.
Renoise finns som gratis eller kommersiell version, skillnaden mellan dem är att den kommersiella versionen kan spara ut wavefiler och har ASIO-stöd. I Linux-versionen finns stöd för Jack Audio Connection Kit (ljudserver för professionellt bruk).